# Associazione Calcio Crema 1946-1947
Questa voce raccoglie le informazioni riguardanti  l’Associazione Calcio Crema nelle competizioni ufficiali della stagione 1946-1947.

## Rosa
| N. |                     | Ruolo | Calciatore         |
| -- | ------------------- | ----- | ------------------ |
|    | Italia (bandiera)   | A     | Giacomo Abbà       |
|    | Italia (bandiera)   | A     | Giuseppe Aliprandi |
|    | Italia (bandiera)   | D     | Faustino Ardesi    |
|    | Italia (bandiera)   | P     | Alfredo Arrigoni   |
|    | Italia (bandiera)   | A     | Armando Bicicli    |
|    | Italia (bandiera)   | C     | Luigi Bicicli      |
|    | Ungheria (bandiera) | P     | Géza Boldizsár     |
|    | Italia (bandiera)   | D     | Gianfranco Bosi    |
|    | Italia (bandiera)   | C     | F. Braguti         |
|    | Italia (bandiera)   | A     | Giuseppe Bussi     |
|    | Italia (bandiera)   | A     | Giuseppe Cadregari |
|    | Italia (bandiera)   | A     | Carlo Cattaneo     |

| N. |                   | Ruolo | Calciatore           |
| -- | ----------------- | ----- | -------------------- |
|    | Italia (bandiera) | C     | Renato Cervati       |
|    | Italia (bandiera) | D     | Giuseppe Della Frera |
|    | Italia (bandiera) | A     | Guido Dossena        |
|    | Italia (bandiera) | P     | S. Failoni           |
|    | Italia (bandiera) | A     | Bruno Mazza          |
|    | Italia (bandiera) | C     | Ulderico Meanti      |
|    | Italia (bandiera) | D     | Alfredo Monza        |
|    | Italia (bandiera) | A     | Giovanni Moretti     |
|    | Italia (bandiera) | C     | Renato Olmi          |
|    | Italia (bandiera) | A     | A. Pane              |
|    | Italia (bandiera) | A     | Aurelio Piazza       |
|    | Italia (bandiera) | D     | Antonio Piloni       |